# أبجدية الياسمين
أبجدية الياسمين، مجموعة شعرية من مؤلفات الشاعر العربي السوري نزار قباني، صدرت في عام 2008، عن منشورات نزار قباني في بيروت، لبنان.